# Heinrich Finke

Heinrich Finke (1855–1938)

Heinrich Johannes Finke (* 13. Juni 1855 in Krechting, Kreis Borken, Westfalen; † 19. Dezember 1938 in Freiburg im Breisgau) war ein katholischer deutscher Historiker mit den Forschungsschwerpunkten Spätmittelalter und Vorreformation.
Als Heinrich Finke 1938 im Alter von 83 Jahren in Freiburg starb, galt er der Fachwelt seiner Zeit als einer der renommiertesten akademischen Historiker, der vor allem auch in Spanien hohes Ansehen genoss.

## Leben, akademische Laufbahn und Hauptwerk
Heinrich Finke wurde am 13. Juni 1855 im münsterländischen Krechting als Sohn eines Webers geboren. Schon als Jugendlicher, zunächst von höherer Schulbildung ausgeschlossen, betrieb er autodidaktische Lateinstudien in Vorbereitung auf seine Gymnasialzeit. Nach spätem Eintritt in eine höhere Schule bestand er das Abitur 1876 am Gymnasium Paulinum in Münster. Im selben Jahr begann Finke ein sporadisches, kurzes und aufgrund seiner finanziellen Lage immer wieder durch notwendige Nebentätigkeiten als Hauslehrer unterbrochenes Philologie- und Geschichtsstudium zunächst in Münster, danach in Tübingen. Nach eineinhalb regulären Studiensemestern und fünfmonatiger Abfassungszeit seiner Dissertation wurde er 1878 bei Bernhard Kugler in Tübingen mit einer Arbeit über König Sigismunds reichsständische Politik 1414–1418 (Paderborn 1880) promoviert. Zunächst arbeitete er weiter als Hauslehrer für einen Frankfurter Bankier, der ihm 1880 ein Studiensemester in Göttingen ermöglichte, wo Finke Kenntnisse der Historischen Hilfswissenschaften erwarb, vor allem der Paläographie.
Nach 1880 verdingte sich Finke abwechselnd als Hilfsarchivar und Stenograph im Berliner Reichstag und wurde Zeitzeuge der Kulturkampf-Politik unter Reichskanzler Bismarck, den er verehrte. Darauf wirkte er zwei Jahre als Korrespondent für eine der Zentrums-Partei nahestehende Zeitung, schließlich folgten anderthalb Jahre Archivdienst am Staatsarchiv zu Schleswig.
Als Student wurde Finke aktives Mitglied katholischer Studentenvereine im KV: in Tübingen der K.St.V. Alamannia, in Göttingen des K.St.V. Winfridia. Im Sommersemester 1880 war er Senior der Winfridia und organisierte die 13. Vertreterversammlung des KV in Göttingen. Auch später als Dozent und Professor nahm er regelmäßig an Veranstaltungen des KV teil.

### Habilitation, Urkundenbücher und Dozentur
Mit der Anfang 1886 an ihn ergangenen Anfrage, Nachfolger Wilhelm Diekamps (1854–1885) als Herausgeber des Westfälischen Urkundenbuchs zu werden, eröffnete sich Finke die Möglichkeit, eine akademische Laufbahn einzuschlagen. 1887 habilitierte sich Finke an der Universität Münster mit der Schrift Quellen und Forschungen zur Geschichte des Konstanzer Konzils (Paderborn 1889). Als Ergebnis eines Romaufenthalts erschien darauf das erste von ihm edierte Urkundenbuch: Papsturkunden Westfalens bis zum Jahre 1378 (= Westfälisches Urkundenbuch, Band 5,1), Münster 1888, dem sich 1894 das zweite anschloss: Die Urkunden des Bistums Paderborn 1251–1300 (= Westfälisches Urkundenbuch, Band 4,3), Münster.
1891 wurde Finke Privatdozent für Geschichte in Münster und erhielt einen Lehrauftrag. Zwischen 1894 und 1898 war er Vereinsdirektor des Vereins für Geschichte und Altertumskunde Westfalens, Abt. Münster. Im März 1896 gehörte Finke zu den Gründungsmitgliedern der Historischen Kommission für Westfalen, der er als ordentliches Mitglied angehörte. Von Mai 1896 bis März 1899 war er Vorsitzender der Kommission, bis 1912 gehörte er dem Vorstand an und wurde im Mai 1913 zum Ehrenmitglied gewählt.
Die umfangreiche Quellentextedition, die Urkundenbücher zum Konstanzer Konzil (Acta Concilii Constanciensis), deren ersten Band Finke bereits 1896 veröffentlichte und die er 1928 mit dem vierten Band abschloss, markierten die Eckdaten eines Akademikerlebens, das sich über Jahrzehnte hinweg schwerpunktmäßig mit dem Spätmittelalter und der Vorreformation beschäftigte. Im Verlauf dieser Arbeit gelangen Finke bedeutende und in der Fachwelt Aufsehen erregende Archivalienfunde u. a. im Kronarchiv zu Barcelona, wo er unbekannte Konzilsakten ausfindig machte und edierte.
Nachdem er seit 1897 als ordentlicher Professor zum Lehrkörper der Akademie Münster zählte, nahm Finke 1898 einen Ruf der Albert-Ludwigs-Universität Freiburg an. 1899 wurde er Ordinarius für Geschichte auf dem konfessionsgebundenen Katholischen Lehrstuhl.
Erste Buchveröffentlichungen aus der Zeit seiner Freiburger Lehrtätigkeit waren die Abhandlungen Aus den Tagen Bonifaz’ VIII. (= Vorreformationsgeschichtliche Forschungen, Band 2), Münster 1902 und Papsttum und Untergang des Templerordens (= Vorreformationsgeschichtliche Forschungen, Bände 4–5), Münster 1907.

### Heinrich Finke und Spanien

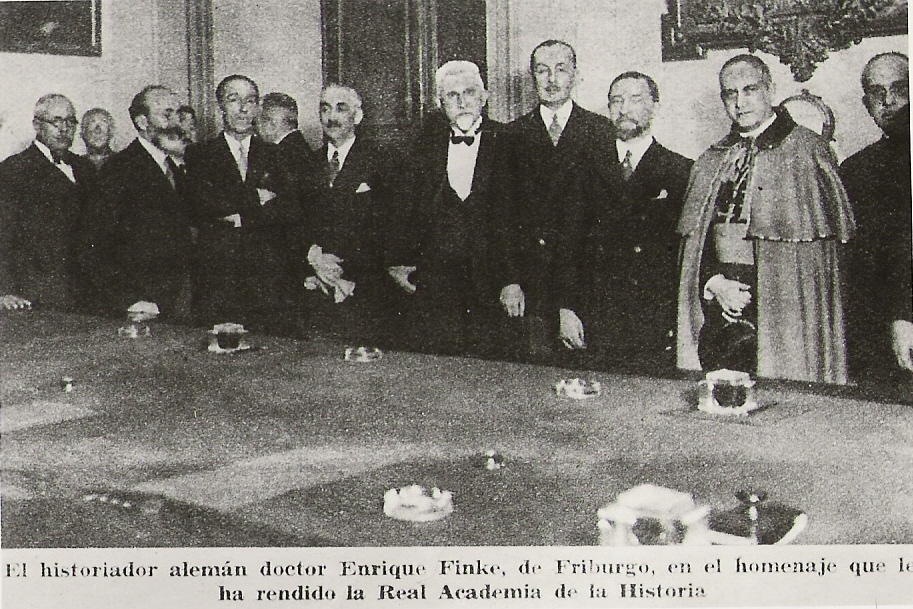
Ehrung durch die Real Academia de la Historia, um 1925

Mit den Acta Aragonensia. Quellen zur deutschen, italienischen, französischen, spanischen, zur Kirchen- und Kulturgeschichte aus der diplomatischen Korrespondenz Jaymes II. (1291–1327), deren beide ersten Bände 1908 erschienen, begründete Finke den Beginn deutsch-spanischer Wissenschaftsbeziehungen im Bereich der Spätmittelalterforschung im 20. Jahrhundert, die sein hohes Ansehen in den romanischen Ländern, vor allem in Spanien, erklären: Er wurde in den Folgejahren Ehrendoktor der Universitäten Barcelona, Valladolid und Salamanca sowie Ehrenmitglied der Madrider Academia de la Historia. Die Acta Aragonensia kamen mit ihrem dritten Band 1923 zum Abschluss.

### Heinrich Finke und Martin Heidegger
Als Mitglied und Dekan der Freiburger Philosophischen Fakultät unternahm Finke, der sich in den Jahren vor 1914 als energischer Förderer des katholischen wissenschaftlichen Nachwuchses an der Freiburger Universität erwies, den Versuch, dem vor seiner Habilitation stehenden Philosophen Martin Heidegger den vakanten Lehrstuhl für „christliche Philosophie“ „freizuhalten“. Bereits 1912 hatte der finanziell unabgesicherte Heidegger den Finke-Schüler Ernst Laslowski (1889–1961) gebeten, bei Finke wegen einer möglichen Unterstützung anzufragen. In seinem Promotionssemester 1913 belegte Heidegger bei Finke eine vierstündige Vorlesung zum Thema „Das Zeitalter der Renaissance“. Finke, der sich des jungen philosophischen Talents bald darauf annahm, riet Heidegger im November 1913 zu einer philosophiegeschichtlichen Habilitationsschrift, obgleich dieser vor dem Hintergrund seiner mathematisch-naturwissenschaftlichen Studien 1912 über das logische Wesen des Zahlbegriffs zu forschen begonnen hatte. Finkes Rat ist es zuzuschreiben, dass Martin Heidegger sich schließlich dem Thema „Duns Scotus“ zuwandte und über „Die Kategorien und Bedeutungslehre des Duns Scotus“ bei Heinrich Rickert 1915 habilitierte. Im Zusammenhang mit seinem Habilitationsverfahren führte Heidegger sein „steigerndes (philosophie-) historisches Interesse“ dabei ausdrücklich auf Finke zurück, wenn er in seinem eigenhändigen Lebenslauf schrieb: „… nicht zuletzt Vorlesungen und Seminarübungen bei Herrn Geheimrat Finke hatten zur Folge, daß die bei mir durch die Vorliebe für Mathematik genährte Abneigung gegen die Geschichte gründlich zerstört wurde.“ Den Zugang Heideggers zu einem frühen Freiburger Philosophieordinariat hat dies nicht eröffnet. Heinrich Finke ließ seinen früheren Favoriten wegen „mangelnder ‚scholastischer‘ Zuverlässigkeit“ schließlich fallen und die Berufungskommission entschied sich 1916 für den Münsteraner Ordinarius Josef Geyser. Später, mit Brief vom 8. April 1917, bekundete Finke seinem früheren Schützling dennoch noch einmal seine Wertschätzung, schließlich sei „ein bedeutender theistischer spekulativer Philosoph“ nötiger als alle historisch verfahrenden christlich-katholischen Philosophen. Heidegger selbst sah sich indessen längst veranlasst, mit dem „System des Katholizismus“ zu brechen.

### Finkes Freiburger Rektorat und Stellung zum Ersten Weltkrieg
In mehreren „Akademischen Vorträgen in Kriegszeit“ der Universität Freiburg bzw. als Gastredner der „Vaterländischen Versammlungen“, patriotischer Veranstaltungen zur „Stärkung der Siegeszuversicht“ und „nationalen Sinnstiftung“ im Ersten Weltkrieg, äußerte sich der spätere Universitätsrektor (Prorektorat 1918) auch zum Zeitgeschehen. So war er Mitunterzeichner des Aufrufs an die Kulturwelt im Oktober 1914, des sogenannten Manifests der 93, in dem sich die Unterzeichner vorbehaltlos mit der deutschen Kriegführung des Ersten Weltkriegs solidarisierten.
Den Ersten Weltkrieg begriff Finke konform mit der offiziell wilhelminischen, deutschnationalen Lesart als einen Deutschland aufgezwungenen „Verteidigungskrieg“, dann aber notwendigen „Angriffskrieg“, als Freiheitskampf und kathartischen, aus deutscher Sicht „gerechten“, ja „heiligen“ Krieg und „Kreuzzug“:

„Wer möchte es missen jenes Neue, das in unser Leben getreten, jene Vertiefung und Läuterung unseres Wesens, die einzig dasteht in der Geschichte der Menschheit, jene stürmische ergreifende Kreuzzugsstimmung, wo wieder das 'Gott will es' ertönt (…), jenen todesfreudigen Opfermut, der unsere ganze Jugend wie ein Sturmwind erfaßt.“

In kulturkritischen Passagen beschrieb Finke den „Niedergang unserer sittlichen Kultur vor dem Kriege“ beschreibt, der ihm nur durch eine im Weltkrieg herbeigeführte national-kulturelle „Gesundung“ behebbar erschien.

„In Literatur und Kunst eine weitgehende Abhängigkeit vom Auslande, und zwar von seinen häßlichen Seiten; vor allem in der Literatur die Neigung zum Zersetzenden, Krankhaften, Gemeinen; Ablehnung alles Idealen in der bildenden Kunst ein Wirklichkeitsfanatismus, Ablehnung alles tieferen Gehaltes, Haschen nach unsinnigen Problemen. Dann kam die große Zeit und der Ruf nach dem reinen, reineren Deutschtum. Da bleibt für Euch, Kommilitonen, nach glücklicher Heimkehr ein großes Arbeitsfeld. Ihr die geistigen Führer des Volkes, müßt den Geschmack ummodeln, wieder das Gesunde, das Kerndeutsche, das Unverfälschte zu Ehren bringen …“

Noch 1919 versuchte er als Rektor in öffentlicher Ansprache eine Sinndeutung des Krieges, bei der Vokabeln wie „Vaterlandsliebe“, „Heldentum“, „Tod fürs Vaterland“ wie selbstverständlich eingesetzt werden. Allen Widrigkeiten zum Trotz – Finke verlor im Krieg beide Söhne – hoffte der Historiker weiterhin auf jenen „neuen Geist, der unser Volk wieder zum Lehrer der Völker machen wird“.

### Präsident der Görres-Gesellschaft
Finke wurde 1924 als Nachfolger von Hermann von Grauert Präsident der Görres-Gesellschaft und gab bis 1937 das „Historische Jahrbuch“ der Gesellschaft heraus, in dem er selbst zahlreiche Beiträge veröffentlichte. Das Amt und die Tätigkeiten innerhalb der Görres-Gesellschaft, deren römisches Institut er bereits 1888 mit [Georg von Hertling] initiiert hatte, bestimmten Finkes letzte zehn Lebensjahre nach seiner Emeritierung im Jahr 1928.

### Heinrich Finke und der Nationalsozialismus
Der alternde Präsident setzte sich nach der Machtübernahme durch die Nationalsozialisten 1933 für den Fortbestand der Görres-Gesellschaft im nationalsozialistischen Deutschland ein – sie wurde 1941 schließlich zwangsaufgelöst – und reflektierte über deren „Daseinsberechtigung durch von der gärenden Zeit geforderte Leistungen“, lotete die Anforderungen und Möglichkeiten einer „katholischen Wissenschaft in der heutigen Zeitenwende“ überhaupt aus. Den die nationalsozialistische Wissenschafts- und Kulturpolitik affirmierenden Aufsatz veröffentlichte er 1934:

„Wir stehen an einer geistigen Wende. Ein gewaltiger Sturmwind weht bei uns durch die Welt des Denkens, Dürres wird beseitigt, Ungesundes verschwindet, manches Gute und Schöne wird in den Ansätzen geknickt, manches Neue hat ein zunächst befremdendes Gesicht. (…). Aber mit einem gewissen Optimismus dürfen wir dem kommenden Geistesleben und Geisteskampfe entgegenschauen.“

Als Kotau vor dem nationalsozialistischen Regime gilt die von Finke angeordnete Neufassung des schon 1927 veröffentlichten kritischen Artikels Nationalsozialismus von Franz Schweyer in der fünften Auflage des Staatslexikons. Diese war vom Herbst 1926 bis Dezember 1932 in fünf Bänden im Auftrag der Görres-Gesellschaft beim Herder-Verlag in Freiburg erschienen. Die Reichspressestelle der NSDAP in München verlangte nach 1933 umgehend nicht nur eine grundlegende Überarbeitung und deren Vorlage zur Zensur, sondern eine öffentliche Erklärung des Bedauerns über den strittigen Artikel und ein Entschuldigungsschreiben Finkes an Hitler. Der Freiburger Oberbürgermeister Franz Kerber machte von der Erfüllung dieser Forderungen die Zulassung der auf Oktober 1933 einberufenen Jahrestagung der Görres-Gesellschaft in Freiburg abhängig. Finke als ihr Präsident lenkte ein und erklärte, dass er bei der Eröffnung der Generalversammlung auch über das Staatslexikon sprechen und den Artikel, der eine „persönliche Kränkung“ des „Reichskanzlers und Führers“ Adolf Hitler bedeute, ausdrücklich und mit Bedauern zurücknehmen werde. Überdies schrieb er am 4. Oktober 1933 den von ihm verlangten persönlichen Entschuldigungsbrief an Hitler.
Zu seinem 80. Geburtstag wurde Finke von den höchsten Repräsentanten des „Dritten Reiches“ geehrt. Die „Krönung aller Ehrungen“, so das Typoskript der Universitätsbibliothek Freiburg zu den Feierlichkeiten des 13. Juni 1935: Adolf Hitler verlieh dem Jubilar die höchste zivile Auszeichnung, den Adlerschild des Deutschen Reiches, der Heinrich Finke mit einem persönlichen Begleitschreiben des „Führers und Reichskanzlers“ für „hervorragende Verdienste um die deutsche Geschichtsforschung“ vom Freiburger Oberbürgermeister Franz Kerber und Reichstatthalter, NSDAP-Gauleiter Robert Wagner überreicht wurde.
Am 19. Dezember 1938 starb Heinrich Finke in Freiburg. Der damalige Universitätsbibliothekar Josef Hermann Beckmann konstatierte in seinem Nachruf rückblickend Finkes Schulterschluss mit den Nationalsozialisten: „So hat er auch die Jüngeren wiederholt auf die verpflichtende Aufgabe der Mitarbeit an der Bewegung und der Aufbauarbeit des Führers hingewiesen.“

## Schriften (Auswahl)
- Die Papsturkunden Westfalens bis zum Jahre 1304 (= Westfälisches Urkundenbuch. Band 5: Die Papsturkunden Westfalens bis zum Jahre 1378. Theil 1.[11]) Regensberg, Münster 1888.
- Forschungen und Quellen zur Geschichte des Konstanzer Konzils. Schöningh, Paderborn 1889, archive.org.
- Ungedruckte Dominikanerbriefe des 13. Jahrhunderts. Schöningh, Paderborn 1891, archive.org, (Digitalisat).
- Carl Müller. Sein Leben und künstlerisches Schaffen (= Görres-Gesellschaft zur Pflege der Wissenschaft im Katholischen Deutschland. Vereinsschrift. 1896, 1, ZDB-ID 517218-4). Bachem, Köln 1896. (Digitalisat).
- Aus den Tagen Bonifaz VIII. Funde und Forschungen (= Vorreformationsgeschichtliche Forschungen. Band 2, ZDB-ID 528184-2). Aschendorff, Münster 1902, archive.org.
- Papsttum und Untergang des Templerordens (= Vorreformationsgeschichtliche Forschungen, Bände 4–5, ZDB-ID 528184-2). 2 Bände (Band 1: Darstellung. Band 2: Quellen). Aschendorff, Münster 1907; archive.org Band 1 und 2.
- Die Frau im Mittelalter. Kempten 1913.
- als Herausgeber: Acta Aragonensia. Quellen zur deutschen, italienischen, französischen, spanischen, zur Kirchen- und Kulturgeschichte aus der diplomatischen Korrespondenz Jaymes II. (1291–1327). 3 Bände. W. Rothschild, Berlin u. a. 1908–1922; Band 1 und 2: archive.org, Band 3 archive.org, Digitalisat des Neudrucks mit eingearbeiteten Nachträgen und Ergänzungen. Scientia, Aalen 1966 (dazu: Heinrich Finke: Nachträge und Ergänzungen zu den Acta Aragonensia (I–III). Teil 1.[12] In: Spanische Forschungen der Görresgesellschaft. (= Gesammelte Aufsätze zur Kulturgeschichte Spaniens. Band 4, 1933, ZDB-ID 503910-1), S. 355–5.